# Gasparia nebulosa
Gasparia nebulosa är en spindelart som beskrevs av Marples 1956. Gasparia nebulosa ingår i släktet Gasparia och familjen Desidae. Inga underarter finns listade i Catalogue of Life.